# Raimon Sudre
Raimon Sudre (Perpinyà, 28 octubre de 1870 - París, 7 d'agost de 1962), més conegut com a Raymond Sudre, va ser un escultor rossellonès. Es va formar amb el seu pare, que era marbrista, i a París amb Alexandre Falguière i Antonin Mercié. Fou Prix de Rome el 1900 (per l'escultura David contra Goliat) i viatjà, becat, per Espanya, Itàlia, Bèlgica i Holanda. Fou membre del Salon des Artistes Français, on exposà des del 1894, i cavaller i oficial de la Legió d'Honor (1914 i 1938). El 1917 va ser un dels participants en l'important Exposició d'art francès que va tenir lloc a Barcelona. És un típic representant del realisme anecdotista aplicat, sobretot. a monuments públics.

## Obres destacades
- La música (Perpinyà, destruïda)[2]
- Helena (adquirida per l'Estat Francès el 1905, còpies a Carcassona i a la Casa Pams de Perpinyà)
- Muntanyes regalades (1910, Perpinyà)[3][4]
- L'espasa del Marne i placa dedicada al mariscal Joffre (1919, Museu de monedes i medalles Josep Puig, de Perpinyà)[5]
- Mausoleu de Zacaries Astruc (cementiri de Montparnasse, a París)
- Monuments als morts de la Primera Guerra Mundial d'El Voló, Illa, Baixàs, Mllars, Pià, Sant Pau de Fenollet, Ginestas i altres poblacions[6]
- Font monumental de "la catalana" a Baixàs (1908-1912, destruïda abans de 1940)[7]
- Monument a Armand Gauthier (Carcassona)
- Monument a Jean Bourrat (Perpinyà)
- Monument a Caloni (Cotlliure)
- Tomba d'Eduard Barrera (Cementiri de Perpinyà)
- Bust del mariscal Joffre regalat per la colònia francesa a l'Ajuntament de Barcelona el 1920 (MUHBA)[8]
- Monument a Emmanuel Brousse (La Cabanassa, 1930)

És considerat un dels principals escultors nord-catalans de finals del segle xix i començaments del segle xx, juntament amb Arístides Maillol i Gustau Violet.